# Availles-en-Châtellerault
Availles-en-Châtellerault és un municipi francès situat al departament de la Viena i a la regió de la Nova Aquitània. L'any 2007 tenia 1.499 habitants.

## Demografia

### Població
El 2007 la població de fet d'Availles-en-Châtellerault era de 1.499 persones. Hi havia 587 famílies de les quals 110 eren unipersonals (46 homes vivint sols i 64 dones vivint soles), 212 parelles sense fills, 212 parelles amb fills i 53 famílies monoparentals amb fills.
La població ha evolucionat segons el següent gràfic:
Habitants censats

### Habitatges
El 2007 hi havia 657 habitatges, 596 eren l'habitatge principal de la família, 24 eren segones residències i 38 estaven desocupats. 655 eren cases i 3 eren apartaments. Dels 596 habitatges principals, 487 estaven ocupats pels seus propietaris, 104 estaven llogats i ocupats pels llogaters i 5 estaven cedits a títol gratuït; 2 tenien una cambra, 14 en tenien dues, 75 en tenien tres, 196 en tenien quatre i 308 en tenien cinc o més. 445 habitatges disposaven pel capbaix d'una plaça de pàrquing. A 184 habitatges hi havia un automòbil i a 371 n'hi havia dos o més.

### Piràmide de població
La piràmide de població per edats i sexe el 2009 era:
| Homes | Edats   | Dones |
| ----- | ------- | ----- |
| 0     | 95 o +  | 0     |
| 4     | 90 a 94 | 0     |
| 0     | 85 a 89 | 8     |
| 8     | 80 a 84 | 12    |
| 20    | 75 a 79 | 12    |
| 16    | 70 a 74 | 16    |
| 40    | 65 a 69 | 36    |
| 28    | 60 a 64 | 44    |
| 28    | 55 a 59 | 28    |
| 60    | 50 a 54 | 48    |
| 52    | 45 a 49 | 72    |
| 44    | 40 a 44 | 28    |
| 60    | 35 a 39 | 56    |
| 28    | 30 a 34 | 44    |
| 28    | 25 a 29 | 28    |
| 44    | 20 a 24 | 16    |
| 40    | 15 a 19 | 36    |
| 40    | 10 a 14 | 52    |
| 32    | 5 a 9   | 40    |
| 68    | 0 a 4   | 28    |

## Economia
El 2007 la població en edat de treballar era de 980 persones, 770 eren actives i 210 eren inactives. De les 770 persones actives 724 estaven ocupades (381 homes i 343 dones) i 45 estaven aturades (17 homes i 28 dones). De les 210 persones inactives 106 estaven jubilades, 53 estaven estudiant i 51 estaven classificades com a «altres inactius».

### Ingressos
El 2009 a Availles-en-Châtellerault hi havia 632 unitats fiscals que integraven 1.636,5 persones, la mediana anual d'ingressos fiscals per persona era de 19.459 €.

### Activitats econòmiques
Dels 43 establiments que hi havia el 2007, 4 eren d'empreses alimentàries, 1 d'una empresa de fabricació de material elèctric, 2 d'empreses de fabricació d'altres productes industrials, 10 d'empreses de construcció, 8 d'empreses de comerç i reparació d'automòbils, 1 d'una empresa de transport, 2 d'empreses d'hostatgeria i restauració, 1 d'una empresa d'informació i comunicació, 1 d'una empresa financera, 2 d'empreses immobiliàries, 6 d'empreses de serveis, 1 d'una entitat de l'administració pública i 4 d'empreses classificades com a «altres activitats de serveis».
Dels 16 establiments de servei als particulars que hi havia el 2009, 2 eren tallers de reparació d'automòbils i de material agrícola, 2 paletes, 1 guixaire pintor, 3 fusteries, 2 lampisteries, 1 empresa de construcció, 2 perruqueries, 1 restaurant i 2 agències immobiliàries.
Dels 2 establiments comercials que hi havia el 2009, 1 era una botiga de menys de 120 m² i 1 una fleca.
L'any 2000 a Availles-en-Châtellerault hi havia 16 explotacions agrícoles que ocupaven un total de 672 hectàrees.

## Equipaments sanitaris i escolars
L'únic equipament sanitari que hi havia el 2009 era una farmàcia.
El 2009 hi havia una escola elemental.

## Poblacions més properes
El següent diagrama mostra les poblacions més properes.